# Friedenreich
Friedenreich var en svensk adelsätt som adlades den 8 maj 1719 och introducerades året därpå. Ätten utslocknade den 28 december 1818 på svärdssidan med Carl Gustaf Jakob Friedenreich.

## Historik
Enligt Gabriel Anreps ättetavlor är släktens stamfader en general i tysk-romersk tjänst som för sina insatser i kriget och efterföljande fredsförhanlingar med Turkiet adlades av kejsar Karl V år 1529 med namnet Fried am Reich ("fred i riket") samt gavs ett vapen.
Den svenska ättens äldsta belagda förfader är Daniel Friedenreich som var geheime-sekreterare hos furst-biskopen i Lübeck men avled två år efter sonens födelse. Hans hustru gifte om sig med en hovapotekare Christoffer Herfort i Köpenhamn. Daniel Friedenreichs son, Julius Fredric Friedenreich, lärde sig till apotekare i Köpenhamn hos sin styvfader och sedan i Tyskland, innan han blev apotekare i Bergen, Norge, 1668, och året därpå på Jutland. Han inkom år 1672 till Sverige där han blev apotekare på Svanen i Stockholm. Vid sidan av detta var han hovapotekare åt drottning Ulrika Eleonora. Hans hustru Justina Sophia Jung hade tidigare varit gift med Samuel Ziervogel d.ä. som haft hans tjänst före honom på Apoteket Svanen. Hustrun var dotter till Melcher Jung, en direktör över ett glasbruk i Stockholm.
Deras son Melcher Friedenreich inträdde först i Riksarkivet med gjorde sedan militär karriär, där han så småningom blev generalauditör. Han adlades 1719 med bibehållet namn, och introducerades året därefter på nummer 1597. Sedan han varit lagman på Gotland fick han avsked med en landshövdings titel. Han var gift med en dotter till en tysk handelsman i Stockholm. De fick femton barn. Av barnen kan nämnas Ludvig som dödades i en duell av kapten Frese, och den ende som förde ätten vidare, Carl Gustaf som deltog i gränskommissionen mellan Sverige och Norge 1741. Ätten slocknade på svärdssidan med den senares sonson Carl Gustaf Jacob Friedenreich år 1818.